# Секвоя (Оклахома)
Секвоя (англ. Sequoyah) — переписна місцевість (CDP) в США, в окрузі Роджерс штату Оклахома. Населення — 730 осіб (2020).

## Географія
Секвоя розташована за координатами 36°22′47″ пн. ш. 95°35′49″ зх. д. / 36.37972° пн. ш. 95.59694° зх. д. (36.379739, -95.596828).  За даними Бюро перепису населення США в 2010 році переписна місцевість мала площу 20,56 км², уся площа — суходіл.

## Демографія
Згідно з переписом 2010 року, у переписній місцевості мешкало 698 осіб у 255 домогосподарствах у складі 211 родини. Густота населення становила 34 особи/км².  Було 279 помешкань (14/км²).
Расовий склад населення:
| - 78,2 % — білих - 10,5 % — корінних американців - 1,1 % — азіатів |

До двох чи більше рас належало 9,3 %. Частка іспаномовних становила 1,9 % від усіх жителів.
За віковим діапазоном населення розподілялося таким чином: 24,4 % — особи молодші 18 років, 58,7 % — особи у віці 18—64 років, 16,9 % — особи у віці 65 років та старші. Медіана віку мешканця становила 43,3 року. На 100 осіб жіночої статі у переписній місцевості припадало 102,3 чоловіків;  на 100 жінок у віці від 18 років та старших — 101,5 чоловіків також старших 18 років.
Середній дохід на одне домашнє господарство  становив 101 400 доларів США (медіана — 64 219), а середній дохід на одну сім'ю — 123 275 доларів (медіана — 76 917). За межею бідності перебувало 3,3 % осіб, у тому числі 0,0 % дітей у віці до 18 років та 5,8 % осіб у віці 65 років та старших.
Цивільне працевлаштоване населення становило 368 осіб. Основні галузі зайнятості: освіта, охорона здоров'я та соціальна допомога — 19,0 %, мистецтво, розваги та відпочинок — 15,2 %, виробництво — 13,9 %.